# ادگار آلدرگی جونیور
ادگار آلدرگی جونیور (به پرتغالی: Edgar Aldrighi Júnior) هافبک اهل برزیل است که در شهر پلوتاس, Rio Grande do Sul و در تاریخ ۳۰ مارس ۱۹۷۴ به دنیا آمده‌است.
ادگار آلدرگی جونیور در تیم‌های فوتبال Guarani سابقهٔ حضور دارد.